# Административно-территориальное деление Республики Коми

## Административно-территориальное устройство
Согласно Конституции региона и Закону «Об административно-территориальном устройстве Республики Коми», субъект РФ делится на следующие административно-территориальные единицы:
8 городов республиканского значения с подчинёнными им территориями
- Сыктывкар
- Воркута
- Вуктыл
- Инта
- Печора
- Сосногорск
- Усинск
- Ухта

12 районов:
1. Ижемский
2. Княжпогостский
3. Койгородский
4. Корткеросский
5. Прилузский
6. Сыктывдинский
7. Сысольский
8. Троицко-Печорский
9. Удорский
10. Усть-Вымский
11. Усть-Куломский
12. Усть-Цилемский

Районы и территории, подчиненные городам республиканского значения, подразделяются на административные территории. Города республиканского значения могут подразделяться на районы в городах.
В Республике Коми устанавливаются следующие виды административно-территориальных единиц, которые, в свою очередь, делятся на категории:
1. административно-территориальное образование:
  1. город республиканского значения с подчиненной ему территорией,
  2. район;
2. административная территория:
  1. город республиканского значения с прилегающей территорией,
  2. район в городе,
  3. город районного значения с подчинённой ему территорией,
  4. посёлок городского типа с подчинённой ему территорией,
  5. посёлок сельского типа с подчинённой ему территорией,
  6. село с подчинённой ему территорией,
3. населённый пункт:
  1. городской населённый пункт:
    1. город республиканского значения;
    2. город районного значения;
    3. посёлок городского типа;

  2. сельский населённый пункт:
    1. посёлок сельского типа,
    2. село,
    3. деревня.

Столицей Республики Коми является город республиканского значения Сыктывкар.

## Муниципальное устройство
С 1 января 2024 года в Республике Коми насчитывается 181 муниципальное образование — 1 городской округ, 5 муниципальных округов, 14 муниципальных районов, в составе последних 14 городских поселений и 147 сельских поселений.
В 2024 году муниципальный район Княжпогостский и его городские и сельские поселения были упразднены и объединены в муниципальный округ, после чего муниципальное устройство республики приняло следующий состав: всего 171 муниципальное образование — 1 городской округ, 6 муниципальных округов, 13 муниципальных районов, в составе последних 12 городских поселений и 140 сельских поселений.

### Городские, муниципальные округа и муниципальные районы
| №        | Флаг | Герб | Русское название     | Название на языке коми        | Население, чел., (2024) | Площадь, тыс. км² | Админ. центр        |
| -------- | ---- | ---- | -------------------- | ----------------------------- | ----------------------- | ----------------- | ------------------- |
| 1e-06    |      |      | Городские округа     |                               |                         |                   |                     |
| 1        |      |      | Сыктывкар            | Сыктывкар каркытш             | ↘232 811                | 0,7               | город Сыктывкар     |
| 1.000002 |      |      | Муниципальные округа |                               |                         |                   |                     |
| 2        |      |      | Воркута              | Вӧркута муниципальнӧй кытш    | ↘66 860                 | 24,2              | город Воркута       |
| 3        |      |      | Вуктыл               | Вуктыл муниципальнӧй кытш     | ↘10 125                 | 22,5              | город Вуктыл        |
| 4        |      |      | Инта                 | Инта муниципальнӧй кытш       | ↘20 870                 | 30,1              | город Инта          |
| 5        |      |      | Княжпогостский       | Княжпогост муниципальнӧй кытш | ↘14 981                 | 24,6              | город Емва          |
| 6        |      |      | Усинск               | Ускар муниципальнӧй кытш      | ↘35 807                 | 30,6              | город Усинск        |
| 7        |      |      | Ухта                 | Уква муниципальнӧй кытш       | ↘92 872                 | 13,3              | город Ухта          |
| 7.000003 |      |      | Муниципальные районы |                               |                         |                   |                     |
| 8        |      |      | Ижемский             | Изьва район                   | ↘16 187                 | 18,4              | село Ижма           |
| 9        |      |      | Койгородский         | Койгорт район                 | ↘7470                   | 10,4              | село Койгородок     |
| 10       |      |      | Корткеросский        | Кӧрткерӧс район               | ↘18 232                 | 19,7              | село Корткерос      |
| 11       |      |      | Печора               | Печора район                  | ↘42 164                 | 28,9              | город Печора        |
| 12       |      |      | Прилузский           | Луздор район                  | ↘17 018                 | 13,2              | село Объячево       |
| 13       |      |      | Сосногорск           | Сосногорск район              | ↘33 872                 | 16,6              | город Сосногорск    |
| 14       |      |      | Сыктывдинский        | Сыктывдін район               | ↘21 442                 | 7,5               | село Выльгорт       |
| 15       |      |      | Сысольский           | Сыктыв район                  | ↘11 592                 | 6,1               | село Визинга        |
| 16       |      |      | Троицко-Печорский    | Мылдін район                  | ↘9461                   | 40,6              | пгт Троицко-Печорск |
| 17       |      |      | Удорский             | Удора район                   | ↘12 261                 | 35,8              | село Кослан         |
| 18       |      |      | Усть-Вымский         | Емдін район                   | ↘23 548                 | 4,8               | село Айкино         |
| 19       |      |      | Усть-Куломский       | Кулӧмдін район                | ↘21 766                 | 26,4              | село Усть-Кулом     |
| 20       |      |      | Усть-Цилемский       | Чилимдін район                | ↘10 360                 | 42,5              | село Усть-Цильма    |

В 2023 году 5 городских округов были преобразованы в муниципальные округа (Вуктыл, Усинск, Инта, Ухта, Воркута). Ранее в 2019 году новой редакцией Конституции на территории Республики Коми стали предусматриваться муниципальные округа.

### Городские и сельские поселения
В составе муниципальных районов Республики Коми входят 14 городских поселений (которым соответствуют города районного значения с подчинённой ему территорией и посёлки городского типа с подчинённой ему территорией) и 147 сельских поселений (которым соответствуют посёлки сельского типа с подчинённой ему территорией и сёла с подчинённой ему территорией).

#### Ижемский муниципальный район

| №                   | Русское название | Коми название             | Населённые пункты                                                            | Население, чел. |
| ------------------- | ---------------- | ------------------------- | ---------------------------------------------------------------------------- | --------------- |
| Сельские поселения: |                  |                           |                                                                              |                 |
| 1                   | Брыкаланск       | Кыдзкар сикт овмӧдчӧмин   | с. Брыкаланск, д. Чика                                                       | ↘747            |
| 2                   | Ижма             | Изьва сикт овмӧдчӧмин     | с. Ижма, д. Константиновка, д. Ласта                                         | ↗4273           |
| 3                   | Кельчиюр         | Кельчиюр сикт овмӧдчӧмин  | с. Кельчиюр, д. Большое Галово, д. Васильевка, д. Малое Галово, д. Усть-Ижма | →1404           |
| 4                   | Кипиево          | Кипиев сикт овмӧдчӧмин    | с. Кипиево, д. Чаркабож                                                      | ↘681            |
| 5                   | Краснобор        | Краснобор сикт овмӧдчӧмин | с. Краснобор, д. Вертеп, д. Диюр, д. Пустыня, п. Ыргеншар                    | ↘1906           |
| 6                   | Мохча            | Мокчой сикт овмӧдчӧмин    | с. Мохча, д. Гам, д. Косъёль, д. Мошъюга, д. Щель                            | ↘1700           |
| 7                   | Няшабож          | Няшабӧж сикт овмӧдчӧмин   | с. Няшабож, д. Пиль-Егор                                                     | ↗587            |
| 8                   | Сизябск          | Сизяб сикт овмӧдчӧмин     | с. Сизябск, д. Бакур, д. Брыка, д. Варыш, д. Ёль, д. Черноборская            | ↘2012           |
| 9                   | Том              | Том сикт овмӧдчӧмин       | п. Том, д. Картаёль, п. Койю                                                 | ↘982            |
| 10                  | Щельяюр          | Щельяюр сикт овмӧдчӧмин   | п. Щельяюр                                                                   | ↘2177           |

#### Княжпогостский муниципальный район
| №                    | Русское название | Коми название              | Населённые пункты                                                                                                   | Население, чел. |
| -------------------- | ---------------- | -------------------------- | --- | --------------- |
| Городские поселения: |                  |                            | |                 |
| 1                    | Емва             | Емва кар овмӧдчӧмин        | г. Емва, д. Злоба, с. Княжпогост, п. Кылтово, д. Кыркещ, д. Половники, д. Раковица, д. Удор, п. Чуб                 | ↘10 710         |
| 2                    | Синдор           | Синдор кар овмӧдчӧмин      | пгт Синдор, п. Симва, д. Синдор                                                                                     | ↘2017           |
| Сельские поселения:  |                  |                            | |                 |
| 3                    | Иоссер           | Йоссер сикт овмӧдчӧмин     | п. Иоссер, п. Малиновка, п. Ропча                                                                                   | ↘152            |
| 4                    | Мещура           | Мещура сикт овмӧдчӧмин     | п. Мещура, п. Седъюдор                                                                                              | ↘160            |
| 5                    | Серёгово         | Серегов сикт овмӧдчӧмин    | с. Серёгово, д. Кошки, п. Ляли, д. Ляли, д. Политовка, д. Часадор                                                   | ↘555            |
| 6                    | Тракт            | Тракт сикт овмӧдчӧмин      | п. Тракт, п. Вожаёль, п. Ракпас, п. Чернореченский                                                                  | ↘522            |
| 7                    | Туръя            | Туръя сикт овмӧдчӧмин      | с. Туръя, п. Брусничный, д. Весляна, п. Ветью, д. Евдино, д. Кони, д. Луг                                           | ↘129            |
| 8                    | Чиньяворык       | Чимиавӧрӧк сикт овмӧдчӧмин | п. Чиньяворык, п. Месъю, п. Шомвуково                                                                               | ↘612            |
| 9                    | Шошка            | Сьӧська сикт овмӧдчӧмин    | с. Шошка, д. Анюша, д. Верхяя Огла, д. Катыдпом, д. Козловка, д. Нижняя Отла, д. Онежье, д. Петкоя, д. Средняя Отла | ↘285            |

- Законом Республики Коми от 27 февраля 2012 года № 11-РЗ[11], сельские поселения Тракт и Вожаёль объединены в сельское поселение Тракт.
- Законом Республики Коми от 5 мая 2012 года № 34-РЗ[12], городское поселение Емва и сельское поселение Княжпогост объединены в городское поселение Емва.
- Законом Республики Коми от 28 апреля 2017 года № 41-РЗ[13] сельские поселения «Туръя» и «Ветью» были объединены в сельское поселение «Туръя».

#### Койгородский муниципальный район
| №                   | Русское название | Коми название           | Населённые пункты                                       | Население, чел. |
| ------------------- | ---------------- | ----------------------- | ------------------------------------------------------- | --------------- |
| Сельские поселения: |                  |                         |                                                         |                 |
| 1                   | Грива            | Грива сикт овмӧдчӧмин   | с. Грива, д. Карвуджем                                  | ↗404            |
| 2                   | Кажым            | Кажым сикт овмӧдчӧмин   | п. Кажым, п. Верхний Турунъю, п. Гуж, Нижний Турунъю    | ↗1022           |
| 3                   | Койгородок       | Койгорт сикт овмӧдчӧмин | с. Койгородок                                           | ↗2997           |
| 4                   | Койдин           | Койдін сикт овмӧдчӧмин  | п. Койдин                                               | ↘1131           |
| 5                   | Кузьёль          | Кузьёль сикт овмӧдчӧмин | п. Кузьёль, п. Ком, п. Усть-Воктым                      | ↗283            |
| 6                   | Подзь            | Подз сикт овмӧдчӧмин    | п. Подзь, п. Зимовка, п. Иван-Чомъя, п. Тыбъю           | ↗1164           |
| 7                   | Ужга             | Ужга сикт овмӧдчӧмин    | с. Ужга, п. Вежъю, д. Мырпонаыб, п. Нючпас, п. Седтыдор | ↗660            |

Законом Республики Коми от 6 мая 2016 года № 41-РЗ были объединены сельские поселения Кажым и Нижний Турунъю в Кажым.
12 октября 2018 года было упразднено сельское поселение Ком, которое было включено в состав сельского поселения Кузьёль Законом Республики Коми от 1 октября 2018 года № 72-РЗ.
15 марта 2022 года сельское поселение Нючпас было объединено с сельским поселением Ужга с подчинённой ему территорией.

#### Корткеросский муниципальный район

| №                   | Русское название | Коми название              | Населённые пункты                                                     | Население, чел. |
| ------------------- | ---------------- | -------------------------- | --------------------------------------------------------------------- | --------------- |
| Сельские поселения: |                  |                            |                                                                       |                 |
| 1                   | Богородск        | Висер сикт овмӧдчӧмин      | с. Богородск, д. Лунь, д. Пасвомын, д. Сюзяыб, д. Троицк              | ↗1052           |
| 2                   | Большелуг        | Ыджыдвидз сикт овмӧдчӧмин  | с. Большелуг, д. Выльыб, д. Зулэб, д. Ивановская                      | ↗1069           |
| 3                   | Вомын            | Вомын сикт овмӧдчӧмин      | с. Вомын, д. Якушевск                                                 | ↗556            |
| 4                   | Додзь            | Додз сикт овмӧдчӧмин       | с. Додзь, д. Визябож, п. Визябож                                      | ↗1135           |
| 5                   | Керес            | Керӧс сикт овмӧдчӧмин      | с. Керес, д. Лаборем, п. Уръёль, д. Эжол                              | ↘507            |
| 6                   | Корткерос        | Кӧрткерӧс сикт овмӧдчӧмин  | с. Корткерос                                                          | ↘4710           |
| 7                   | Маджа            | Маджа сикт овмӧдчӧмин      | с. Маджа, д. Куръядор                                                 | ↗373            |
| 8                   | Мордино          | Мордін сикт овмӧдчӧмин     | с. Мордино, п. Веселовка, д. Дань, д. Конша, д. Чётдино               | ↗1225           |
| 9                   | Намск            | Нам сикт овмӧдчӧмин        | п. Намск, д. Лопыдино                                                 | ↗462            |
| 10                  | Нёбдино          | Нёбдін сикт овмӧдчӧмин     | с. Нёбдино, д. Аникеевка, д. Ануфриевка, д. Тимасикт, д. Трофимовская | ↗643            |
| 11                  | Нившера          | Одыб сикт овмӧдчӧмин       | с. Нившера, д. Алексеевка, д. Ивановка, д. Русановская                | ↗1288           |
| 12                  | Пезмег           | Пезмӧг сикт овмӧдчӧмин     | с. Пезмег, п. Аджером                                                 | ↗1480           |
| 13                  | Подтыбок         | Пӧдтыбок сикт овмӧдчӧмин   | с. Подтыбок                                                           | ↘829            |
| 14                  | Подъельск        | Пӧддельнӧй сикт овмӧдчӧмин | с. Подъельск, д. Наволок, д. Новик                                    | ↘547            |
| 15                  | Позтыкерес       | Позтыкерӧс сикт овмӧдчӧмин | с. Позтыкерес, д. Баяркерес, п. Собино                                | ↘244            |
| 16                  | Приозёрный       | Каляты сикт овмӧдчӧмин     | п. Приозёрный, д. Важкурья                                            | ↗727            |
| 17                  | Сторожевск       | Шойнаты сикт овмӧдчӧмин    | с. Сторожевск                                                         | ↘1479           |
| 18                  | Усть-Лэкчим      | Лӧкчимдін сикт овмӧдчӧмин  | п. Усть-Лэкчим, п. Мартиты                                            | ↗658            |

#### Муниципальный район Печора
| №                    | Русское название | Коми название             | Населённые пункты                                                                                     | Население, чел. |
| -------------------- | ---------------- | ------------------------- | --- | --------------- |
| Городские поселения: |                  |                           | |                 |
| 1                    | Печора           | Печора кар овмӧдчӧмин     | г. Печора                                                                                             | ↘34 001         |
| 2                    | Кожва            | Кожва кар овмӧдчӧмин      | пгт Кожва, пгт Иъяю, п. Набережный, д. Песчанка, д. Родионово, с. Соколово, д. Уляшево, д. Усть-Кожва | ↘3201           |
| 3                    | Путеец           | Путееч кар овмӧдчӧмин     | пгт Путеец, п. Белый Ю, п. Косью, п. Луговой, п. Миша-Яг, п. Сыня                                     | ↘1788           |
| Сельские поселения:  |                  |                           | |                 |
| 4                    | Каджером         | Кӧджарӧм сикт овмӧдчӧмин  | п. Каджером, п. Зеленоборск, п. Причал, п. Рыбница, п. Талый, п. Трубоседъёль                         | ↘1836           |
| 5                    | Озёрный          | Озёрнӧй сикт овмӧдчӧмин   | п. Озёрный, д. Бызовая, п. Кедровый Шор, д. Конецбор, п. Красный Яг, д. Медвежская                    | ↘976            |
| 6                    | Приуральское     | Яранкурья сикт овмӧдчӧмин | с. Приуральское, д. Аранец, д. Даниловка                                                              | ↘389            |
| 7                    | Чикшино          | Чикшин сикт овмӧдчӧмин    | п. Чикшино, п. Берёзовка                                                                              | ↘331            |

- Законом Республики Коми от 25 июня 2010 года № 58-РЗ[17], сельские поселения Берёзовка и Чикшино объединены в сельское поселение Чикшино.
- Законом Республики Коми от 5 октября 2011 года № 104-РЗ[18], городские поселения Кожва, Изъяю и сельское поселение Соколово объединены в городское поселение Кожва.
- Законом Республики Коми от 5 октября 2011 года № 105-РЗ[19], сельские поселения Каджером и Зеленоборск объединены в сельское поселение Каджером.
- Законом Республики Коми от 5 октября 2011 года № 106-РЗ[20], городское поселение Путеец и сельские поселения Сыня и Косью объединены в городское поселение Путеец.
- Законом Республики Коми от 5 октября 2011 года № 107-РЗ[21], сельские поселения Озёрный, Красный Яг и Кедровый Шор объединены в сельское поселение Озёрный.

#### Прилузский муниципальный район

| №                   | Русское название | Коми название               | Населённые пункты | Население, чел. |
| ------------------- | ---------------- | --------------------------- | --- | --------------- |
| Сельские поселения: |                  |                             | |                 |
| 1                   | Вухтым           | Вуктым сикт овмӧдчӧмин      | п. Вухтым, п. Кыддзявидзь | ↗1025           |
| 2                   | Гурьевка         | Гурьёвчи сикт овмӧдчӧмин    | с. Гурьевка, д. Берёзовка, д. Корольки, д. Талица | ↗600            |
| 3                   | Занулье          | Занулльӧ сикт овмӧдчӧмин    | с. Занулье, д. Мишаково | ↗179            |
| 4                   | Летка            | Летка сикт овмӧдчӧмин       | с. Летка, д. Гостиногорка, д. Колобово, д. Крутотыла, д. Малая Беберка, д. Осиновка, д. Поромшор | ↗2689           |
| 5                   | Лойма            | Лойма сикт овмӧдчӧмин       | с. Лойма, д. Анкерская, д. Вотинская, д. Галахтионовская, д. Гарь, д. Запольская, д. Ивановская, д. Карповская, д. Козловская, п. Коржинский, д. Кузнецовская, д. Лёхта, д. Матвеевская, д. Тарасовская, д. Тарбиевская, д. Уркинская                                          | ↘649            |
| 6                   | Мутница          | Мутнича сикт овмӧдчӧмин     | с. Мутница, д. Архиповка, п. Гуляшор, д. Ручпозья | ↗507            |
| 7                   | Ношуль           | Ношуль сикт овмӧдчӧмин      | с. Ношуль, п. Бедьвож, п. Ваймес, п. Велдоръя, с. Верхолузье, д. Климовская, д. Лихачевская, д. Ловля, д. Оньмесь, п. Орысь, д. Сидор-Чой, д. Сэпсикт, п. Чекша, д. Чернушка, д. Яковлевская                                                                                   | ↗1937           |
| 8                   | Объячево         | Абъячой сикт овмӧдчӧмин     | с. Объячево, д. Беляевская, д. Березники, д. Векшор, п. Гыркашор, д. Загарская, п. Изъяшор, д. Калининская, д. Лукинчи, д. Маловыльгорт, д. Оброчная, п. Ожындор, д. Остаповская, д. Паневская, д. Пожмадор, д. Тарачево, д. Тупеговская, п. Усть-Лопъю, с. Чёрныш, с. Читаево | ↗8038           |
| 9                   | Прокопьевка      | Прокопьевка сикт овмӧдчӧмин | с. Прокопьевка, д. Вавиловка, д. Ивановка | ↗131            |
| 10                  | Слудка           | Слудка сикт овмӧдчӧмин      | с. Слудка, д. Кулига, д. Ураки, п. Якуньёль | ↗334            |
| 11                  | Спаспоруб        | Спаспоруб сикт овмӧдчӧмин   | с. Спаспоруб, д. Кулига, д. Плёсо, д. Поруб, д. Поруб-Кеповская, д. Ракинская, д. Урнышевская | ↗854            |
| 12                  | Черёмуховка      | Черёмуховка сикт овмӧдчӧмин | с. Черёмуховка, д. Крысовка, п. Пожемаяг | ↗1010           |

- Законом Республики Коми от 6 мая 2016 года № 41-РЗ[14] были объединены сельские поселения во вновь образованные сельские поселения:
  - «Ваймес», «Верхолузье» и «Ношуль» — в «Ношуль»;
  - «Объячево» и «Читаево» — в «Объячево».
- В ноябре 2019 года сельские поселения Объячево и Чёрныш были объединены в сельское поселение Объячево.[22]

#### Муниципальный район Сосногорск
| №                    | Русское название | Коми название             | Населённые пункты | Население, чел. |
| -------------------- | ---------------- | ------------------------- | --- | --------------- |
| Городские поселения: |                  |                           | |                 |
| 1                    | Сосногорск       | Сосногорск кар овмӧдчӧмин | г. Сосногорск, д. Аким, п. Верхнеижемский, д. Винла, п. Вис, п. Ираёль, п. Керки, п. Лыаёль, п. Малая Пера, д. Пожня, п. Поляна, д. Порожск, с. Усть-Ухта | ↘24 843         |
| 2                    | Войвож           | Войвож кар овмӧдчӧмин     | пгт Войвож, п. Верхняя Омра | ↘1743           |
| 3                    | Нижний Одес      | Улыс Одес кар овмӧдчӧмин  | пгт Нижний Одес, п. Конашъёль | ↘7286           |

- Законом Республики Коми от 11 мая 2012 года № 37-РЗ[23], городское поселение «Сосногорск» и сельские поселения Верхнеижемский, Вис, Ираёль, Керки, Малая Пера, Поляна и Усть-Ухта объединены в городское поселение Сосногорск.

#### Сыктывдинский муниципальный район

| №                   | Русское название | Коми название            | Населённые пункты                                                                                | Население, чел. |
| ------------------- | ---------------- | ------------------------ | ------------------------------------------------------------------------------------------------ | --------------- |
| Сельские поселения: |                  |                          |                                                                                                  |                 |
| 1                   | Выльгорт         | Выльгорт сикт овмӧдчӧмин | с. Выльгорт                                                                                      | ↘10 564         |
| 2                   | Зеленец          | Зеленеч сикт овмӧдчӧмин  | с. Зеленец, д. Койтыбож, д. Парчег, д. Чукачой                                                   | ↗3386           |
| 3                   | Лэзым            | Лӧзым сикт овмӧдчӧмин    | с. Лэзым, д. Морово                                                                              | ↗543            |
| 4                   | Мандач           | Мандач сикт овмӧдчӧмин   | п. Мандач, п. Новоипатово                                                                        | ↗158            |
| 5                   | Нювчим           | Нювчим сикт овмӧдчӧмин   | п. Нювчим                                                                                        | ↗533            |
| 6                   | Озёл             | Озёл сикт овмӧдчӧмин     | с. Озёл, д. Сёйты                                                                                | ↘109            |
| 7                   | Пажга            | Паджга сикт овмӧдчӧмин   | с. Пажга, д. Гаръя, п. Гарьинский, д. Жуэд, д. Парчим, д. Разгорт, д. Савапиян                   | ↘1858           |
| 8                   | Палевицы         | Паль сикт овмӧдчӧмин     | с. Палевицы, д. Гавриловка, д. Ивановка, п. Пычим, д. Сотчемвыв, д. Тупицыно                     | ↗1104           |
| 9                   | Слудка           | Придаш сикт овмӧдчӧмин   | с. Слудка, д. Большая Парма, д. Ипатово, п. Позялэм, д. Прокопьевская, п. Усть-Пожег, д. Шыладор | ↘422            |
| 10                  | Часово           | Час сикт овмӧдчӧмин      | с. Часово, д. Большая Слуда, д. Красная, п. Кэччойяг, д. Малая Слуда, п. Язель                   | ↗1023           |
| 11                  | Шошка            | Сёська сикт овмӧдчӧмин   | с. Шошка, д. Граддор                                                                             | ↘568            |
| 12                  | Ыб               | Ыб сикт овмӧдчӧмин       | с. Ыб, д. Березник, д. Захарово, д. Каргорт, д. Мальцевгрезд                                     | ↘711            |
| 13                  | Яснэг            | Яснӧг сикт овмӧдчӧмин    | п. Яснэг, п. Кемъяр, п. Мет-Устье, п. Поинга                                                     | ↗816            |

#### Сысольский муниципальный район

| №                   | Русское название | Коми название            | Населённые пункты | Население, чел. |
| ------------------- | ---------------- | ------------------------ | --- | --------------- |
| Сельские поселения: |                  |                          | |                 |
| 1                   | Визинга          | Визин сикт овмӧдчӧмин    | с. Визинга, д. Горьковская, д. Елин, д. Кольёль, д. Митюшсикт, д. Рай, д. Рочевгрезд, д. Сорд, д. Чукаиб | ↘6858           |
| 2                   | Визиндор         | Визиндор сикт овмӧдчӧмин | п. Визиндор, п. Шугрэм | ↘507            |
| 3                   | Вотча            | Волся сикт овмӧдчӧмин    | с. Вотча, д. Велпом, д. Кырув, д. Ляпин, д. Ягдор | ↗176            |
| 4                   | Гагшор           | Гагшор сикт овмӧдчӧмин   | с. Гагшор, п. Бортом | ↘322            |
| 5                   | Заозерье         | Заозерье сикт овмӧдчӧмин | п. Заозерье, п. Исанево | ↘327            |
| 6                   | Куниб            | Куньыб сикт овмӧдчӧмин   | с. Куниб, д. Вадыб, п. Первомайский, д. Пустошь, д. Шорйыв | ↘1364           |
| 7                   | Куратово         | Куратов сикт овмӧдчӧмин  | с. Куратово, д. Бубдор, д. Волим, д. Ждановцы, д. Заречное, д. Ивановцы, д. Картасикт, д. Костин, д. Мельниковчи, д. Мом, д. Помйыв, д. Прокопьевка, д. Раевсикт, д. Савуковчи, д. Семановцы, д. Семушино, д. Слобода, д. Сорма, д. Уличпом, д. Утка-Видзь, д. Хваловцы, д. Шорйыв, д. Шучи, д. Ыбпом, д. Ягыб | ↘681            |
| 8                   | Межадор          | Межадор сикт овмӧдчӧмин  | с. Межадор, д. Малешор, д. Тыдор, д. Утога, д. Шорсай, д. Ягдор | ↘586            |
| 9                   | Палауз           | Палаззя сикт овмӧдчӧмин  | с. Палауз, д. Вознесенская, д. Катыдпом, д. Подгорье, д. Ярковская | ↘133            |
| 10                  | Пыёлдино         | Поёл сикт овмӧдчӧмин     | с. Пыёлдино, д. Бортом, д. Волокпом, д. Кузивансикт, д. Озынпом, д. Раевсикт, д. Теплой, д. Тяпорсикт, д. Юманьсикт | ↘489            |
| 11                  | Чухлэм           | Чуклӧм сикт овмӧдчӧмин   | с. Чухлэм, д. Дав, п. Ёльбаза, д. Ключ, д. Старый Чухлэм, д. Ягдор | ↘442            |

#### Троицко-Печорский муниципальный район

| №                    | Русское название      | Коми название                  | Населённые пункты                                                               | Население, чел. |
| -------------------- | --------------------- | ------------------------------ | ------------------------------------------------------------------------------- | --------------- |
| Городское поселение: |                       |                                |                                                                                 |                 |
| 1                    | Троицко-Печорск       | Мылдін кар овмӧдчӧмин          | пгт Троицко-Печорск, д. Большая Сойва                                           | ↘5850           |
| Сельские поселения:  |                       |                                |                                                                                 |                 |
| 2                    | Знаменка              | Знаменка сикт овмӧдчӧмин       | п. Знаменка, д. Мамыль                                                          | ↘146            |
| 3                    | Комсомольск-на-Печоре | Тыбъю сикт овмӧдчӧмин          | п. Комсомольск-на-Печоре, д. Бердыш, д. Светлый Родник, с. Усть-Унья            | ↘527            |
| 4                    | Куръя                 | Куръя сикт овмӧдчӧмин          | с. Куръя, д. Волосница, д. Пачгино, п. Речной                                   | ↗92             |
| 5                    | Митрофан-Дикост       | Митрӧпандікост сикт овмӧдчӧмин | п. Митрофан-Дикост, д. Ваньпи, д. Кодач, п. Мирный, д. Митрофаново, п. Тимушбор | ↗281            |
| 6                    | Мылва                 | Мылва сикт овмӧдчӧмин          | п. Мылва, п. Белый Бор, п. Шерляга                                              | ↘636            |
| 7                    | Нижняя Омра           | Улыс Омра сикт овмӧдчӧмин      | п. Нижняя Омра, п. Бадьёль, д. Гришестав                                        | ↘566            |
| 8                    | Покча                 | Покча сикт овмӧдчӧмин          | с. Покча, п. Русаново, д. Скаляп                                                | ↘297            |
| 9                    | Приуральский          | Приуральскӧй сикт овмӧдчӧмин   | п. Приуральский, д. Еремеево                                                    | ↘437            |
| 10                   | Усть-Илыч             | Ылыдздін сикт овмӧдчӧмин       | с. Усть-Илыч, п. Мишкин-Ёль, п. Палью                                           | ↘341            |
| 11                   | Якша                  | Якша сикт овмӧдчӧмин           | п. Якша                                                                         | ↘670            |

#### Удорский муниципальный район
| №                    | Русское название | Коми название               | Населённые пункты | Население, чел. |
| -------------------- | ---------------- | --------------------------- | --- | --------------- |
| Городские поселения: |                  |                             | |                 |
| 1                    | Благоево         | Благоев кар овмӧдчӧмин      | пгт Благоево, д. Вендинга, с. Ёртом, д. Лязюв, д. Острово, п. Солнечный, д. Усть-Вачерга, д. Устьево, д. Шиляево, д. Ыб | ↘2322           |
| 2                    | Междуреченск     | Междуреченск кар овмӧдчӧмин | пгт Междуреченск, п. Селэгвож                                                                                           | ↘1021           |
| 3                    | Усогорск         | Усогорск кар овмӧдчӧмин     | пгт Усогорск, д. Нижний Выльыб, д. Разгорт                                                                              | ↘5001           |
| Сельские поселения:  |                  |                             | |                 |
| 4                    | Большая Пучкома  | Путшкымдін сикт овмӧдчӧмин  | с. Большая Пучкома, д. Большое Острово, д. Выльгорт, д. Малая Пучкома                                                   | ↗102            |
| 5                    | Большая Пысса    | Пызьдін сикт овмӧдчӧмин     | с. Большая Пысса, д. Латьюга, д. Малая Пысса, д. Патраково, д. Политово                                                 | ↘286            |
| 6                    | Буткан           | Буткан сикт овмӧдчӧмин      | с. Буткан | ↘151            |
| 7                    | Важгорт          | Важгорт сикт овмӧдчӧмин     | с. Важгорт, д. Большие Чирки, д. Кривое                                                                                 | ↘415            |
| 8                    | Вожский          | Вож сикт овмӧдчӧмин         | п. Вожский, п. Мозындор                                                                                                 | ↘168            |
| 9                    | Глотово          | Слӧбӧда сикт овмӧдчӧмин     | с. Глотово, д. Борово, д. Верхний Выльыб, д. Зэрзяыб, д. Кучмозерье, д. Макар-Ыб                                        | ↘311            |
| 10                   | Ёдва             | Ёдва сикт овмӧдчӧмин        | п. Ёдва | ↘278            |
| 11                   | Кослан           | Кослан сикт овмӧдчӧмин      | с. Кослан, д. Ёлькыб, п. Ыджыдъяг                                                                                       | ↘1940           |
| 12                   | Чернутьево       | Черныб сикт овмӧдчӧмин      | с. Чернутьево, д. Мелентьево, д. Мучкас, д. Сёльыб                                                                      | ↘321            |
| 13                   | Чим              | Чим сикт овмӧдчӧмин         | п. Чим | ↘226            |
| 14                   | Чупрово          | Ёвкӧдж сикт овмӧдчӧмин      | с. Чупрово, д. Коптюга, д. Муфтюга                                                                                      | ↗153            |

- Законом Республики Коми от 28 апреля 2017 года № 40-РЗ[24] городское поселение «Благоево» и сельское поселение «Ёртом» были объединены в городское поселение «Благоево».

#### Усть-Вымский муниципальный район

| №                    | Русское название | Коми название            | Населённые пункты | Население, чел. |
| -------------------- | ---------------- | ------------------------ | --- | --------------- |
| Городские поселения: |                  |                          | |                 |
| 1                    | Микунь           | Микунь кар овмӧдчӧмин    | г. Микунь, п. Шежам | ↘8288           |
| 2                    | Жешарт           | Зӧвсьӧрт кар овмӧдчӧмин  | пгт Жешарт, д. Римья | ↘6881           |
| Сельские поселения:  |                  |                          | |                 |
| 3                    | Айкино           | Айкатыла сикт овмӧдчӧмин | с. Айкино, д. Вёздино, д. Вомын, д. Гобаново, д. Микунь, д. Мыръерем, д. Сыспи, д. Тыдор                                                                    | ↗3344           |
| 4                    | Вежайка          | Вежайка сикт овмӧдчӧмин  | п. Вежайка, п. Певъю | ↘52             |
| 5                    | Гам              | Гам сикт овмӧдчӧмин      | с. Гам, д. Арабач, д. Богомолово, д. Гамлакост, д. Ёль, д. Камсамас, д. Кебырыб, д. Кырув, д. Яг                                                            | ↗664            |
| 6                    | Донаёль          | Донаёль сикт овмӧдчӧмин  | п. Донаёль | ↘309            |
| 7                    | Илья-Шор         | Илляшор сикт овмӧдчӧмин  | п. Илья-Шор | ↗407            |
| 8                    | Кожмудор         | Кӧжмудор сикт овмӧдчӧмин | с. Кожмудор, д. Гажакерес, д. Заречье, д. Ипа, д. Коквицы, д. Кырс, д. Лыаты, д. Назар, д. Нижние Коквицы, д. Семуково, д. Сюлатуй, д. Туискерес, д. Эжолты | ↗957            |
| 9                    | Мадмас           | Мадмас сикт овмӧдчӧмин   | п. Мадмас | ↗686            |
| 10                   | Межег            | Межӧг сикт овмӧдчӧмин    | с. Межег, п. Заручейный, п. Казлук | ↗649            |
| 11                   | Студенец         | Студенеч сикт овмӧдчӧмин | п. Студенец, д. Вогваздино, д. Ероздино | ↗710            |
| 12                   | Усть-Вымь        | Емдін сикт овмӧдчӧмин    | с. Усть-Вымь, д. Конец-Озерье, д. Оквад, д. Полавье, п. Чёрный Яр, д. Ыб                                                                                    | ↗866            |

#### Усть-Куломский муниципальный район

| №                   | Русское название | Коми название              | Населённые пункты                                                                                               | Население, чел. |
| ------------------- | ---------------- | -------------------------- | --- | --------------- |
| Сельские поселения: |                  |                            | |                 |
| 1                   | Вольдино         | Вӧльдін сикт овмӧдчӧмин    | с. Вольдино, д. Пузла, п. Ягкедж                                                                                | ↘823            |
| 2                   | Деревянск        | Дереваннӧй сикт овмӧдчӧмин | с. Деревянск | ↗603            |
| 3                   | Диасёръя         | Діасёръя сикт овмӧдчӧмин   | п. Диасёръя, д. Югыдтыдор                                                                                       | ↗406            |
| 4                   | Дон              | Дон сикт овмӧдчӧмин        | с. Дон, д. Жежим, п. Шэръяг                                                                                     | ↘648            |
| 5                   | Зимстан          | Зимстан сикт овмӧдчӧмин    | п. Зимстан, д. Габово, с. Дзёль, д. Климовск, п. Логинъяг, д. Фроловск                                          | ↘1371           |
| 6                   | Кебанъёль        | Кебанъёль сикт овмӧдчӧмин  | п. Кебанъёль | ↘1431           |
| 7                   | Керчомъя         | Керчомъя сикт овмӧдчӧмин   | п. Керчомъя | ↘744            |
| 8                   | Крутоборка       | Крутоборка сикт овмӧдчӧмин | п. Крутоборка, п. Нюмыд                                                                                         | →0              |
| 9                   | Кужба            | Куж сикт овмӧдчӧмин        | с. Кужба, д. Малая Кужба, п. Озъяг, п. Ульяново                                                                 | ↗1011           |
| 10                  | Мыёлдино         | Мыс сикт овмӧдчӧмин        | с. Мыёлдино | ↘309            |
| 11                  | Нижний Воч       | Улыс Воч сикт овмӧдчӧмин   | с. Нижний Воч, д. Верхний Воч, д. Воль, д. Дёма                                                                 | ↘568            |
| 12                  | Парч             | Парч сикт овмӧдчӧмин       | с. Парч, д. Лебяжск                                                                                             | ↘200            |
| 13                  | Пожег            | Пожӧг сикт овмӧдчӧмин      | с. Пожег, д. Великополье, д. Вомынбож, д. Кекур, д. Мале, п. Нижний Ярашъю, д. Пожегдин, д. Седтыдин, п. Ярашъю | ↗1841           |
| 14                  | Помоздино        | Помӧсдін сикт овмӧдчӧмин   | с. Помоздино, д. Бадьёльск, д. Выльгорт, д. Кырныша, д. Модлапов, д. Скородум, д. Сордйыв                       | ↘2732           |
| 15                  | Руч              | Руч сикт овмӧдчӧмин        | с. Руч, с. Аныб', д. Лунпока, д. Малый Аныб                                                                     | ↘755            |
| 16                  | Тимшер           | Тымсер сикт овмӧдчӧмин     | п. Тимшер, п. Лопъювад                                                                                          | ↘1009           |
| 17                  | Усть-Кулом       | Кулӧмдін сикт овмӧдчӧмин   | с. Усть-Кулом, с. Носим, д. Парма, п. Паспом                                                                    | ↘5612           |
| 18                  | Усть-Нем         | Немдін сикт овмӧдчӧмин     | с. Усть-Нем | ↗595            |
| 19                  | Югыдъяг          | Югыдъяг сикт овмӧдчӧмин    | п. Югыдъяг, п. Белоборск, п. Вад, п. Важ Эжва, д. Канава, п. Смолянка                                           | ↘1996           |

- Законом Республики Коми от 28 апреля 2017 года № 39-РЗ[25] были преобразованы, путём их объединения, сельские поселения:
  - «Руч» и «Аныб» в сельское поселение «Руч»;
  - «Усть-Кулом» и «Носим» в сельское поселение «Усть-Кулом».
- Законом Республики Коми от 29 марта 2019 года N 22-РЗ[26] сельское поселение Дзёль было упразднено в пользу сельского поселения Зимстан.

#### Усть-Цилемский муниципальный район

| №                   | Русское название | Коми название              | Населённые пункты                                                                                       | Население, чел. |
| ------------------- | ---------------- | -------------------------- | --- | --------------- |
| Сельские поселения: |                  |                            | |                 |
| 1                   | Ёрмица           | Йӧрмидз сикт овмӧдчӧмин    | с. Ёрмица, д. Лёждуг, п. Харъяга                                                                        | ↗340            |
| 2                   | Замежная         | Замежнӧй сикт овмӧдчӧмин   | с. Замежная, д. Боровская, д. Загривочная, д. Лёвкинская, д. Скитская, д. Степановская, д. Черногорская | ↘1285           |
| 3                   | Коровий Ручей    | Мӧскашор сикт овмӧдчӧмин   | с. Коровий Ручей, д. Гарево, п. Журавский, д. Карпушевка, д. Чукчино                                    | ↘1336           |
| 4                   | Нерица           | Неридз сикт овмӧдчӧмин     | с. Нерица                                                                                               | ↘173            |
| 5                   | Новый Бор        | Новый Бор сикт овмӧдчӧмин  | п. Новый Бор, п. Медвежка                                                                               | ↘672            |
| 6                   | Окунев Нос       | Окунев Нос сикт овмӧдчӧмин | с. Окунев Нос, д. Крестовка                                                                             | ↗598            |
| 7                   | Среднее Бугаево  | Бугаев сикт овмӧдчӧмин     | с. Среднее Бугаево, д. Верхнее Бугаево                                                                  | ↘193            |
| 8                   | Трусово          | Трусов сикт овмӧдчӧмин     | с. Трусово, д. Мыла, д. Нонбург, д. Рочево, д. Филиппово                                                | ↘1022           |
| 9                   | Уег              | Уег сикт овмӧдчӧмин        | с. Уег, д. Мыза                                                                                         | ↘119            |
| 10                  | Усть-Цильма      | Чилимдін сикт овмӧдчӧмин   | с. Усть-Цильма, д. Бор, д. Сергеево-Щелья, п. Синегорье                                                 | ↘4686           |
| 11                  | Хабариха         | Хабариха сикт овмӧдчӧмин   | с. Хабариха                                                                                             | ↘332            |

### Состав городских округов
| Городской округ | Состав | Карта |
| --------------- | --- | ----- |
| Сыктывкар       | г. Сыктывкар (в том числе Эжвинский район), пгт Верхняя Максаковка, пгт Краснозатонский, пгт Седкыркещ, п. Верхний Мыртыю, п. Выльтыдор, п. Трехозерка                                                                            |       |
| Воркута         | г. Воркута, пгт Воргашор, пгт Елецкий, пгт Заполярный, пгт Комсомольский, пгт Северный, д. Елец, п. Мескашор, п. Сейда, п. Сивомаскинский, п. Хановей                                                                             |       |
| Вуктыл          | г. Вуктыл, с. Дутово, п. Кырта, п. Лемты, п. Лемтыбож, с. Подчерье, д. Савинобор, п. Усть-Воя, п. Усть-Соплеск, д. Усть-Щугер, п. Шердино                                                                                         |       |
| Инта            | г. Инта, пгт Верхняя Инта, пгт Кожым, п. Абезь, д. Абезь, с. Адзьвавом, д. Епа, д. Кожымвом, п. Костюк, с. Косьювом, п. Кочмес, п. Лазурный, с. Петрунь, д. Роговая, д. Тошпи, п. Уса, п. Фион, п. Юсьтыдор, д. Ягъёль, д. Ярпияг |       |
| Усинск          | г. Усинск, пгт Парма, д. Акись, д. Васькино, д. Денисовка, д. Захарвань, с. Колва, д. Кушшор, с. Мутный Материк, д. Новикбож, д. Праскан, д. Сынянырд, п. Усадор, с. Усть-Лыжа, с. Усть-Уса, с. Щельябож                          |       |
| Ухта            | г. Ухта, пгт Боровой, пгт Водный, пгт Шудаяг, пгт Ярега, п. Весёлый Кут, д. Гажаяг, п. Гэрдъёль, д. Изваиль, п. Изъюр, с. Кедвавом, п. Кэмдин, д. Лайково, п. Нижний Доманик, д. Поромес, п. Седъю, п. Тобысь, п. Югэр            |       |

## История

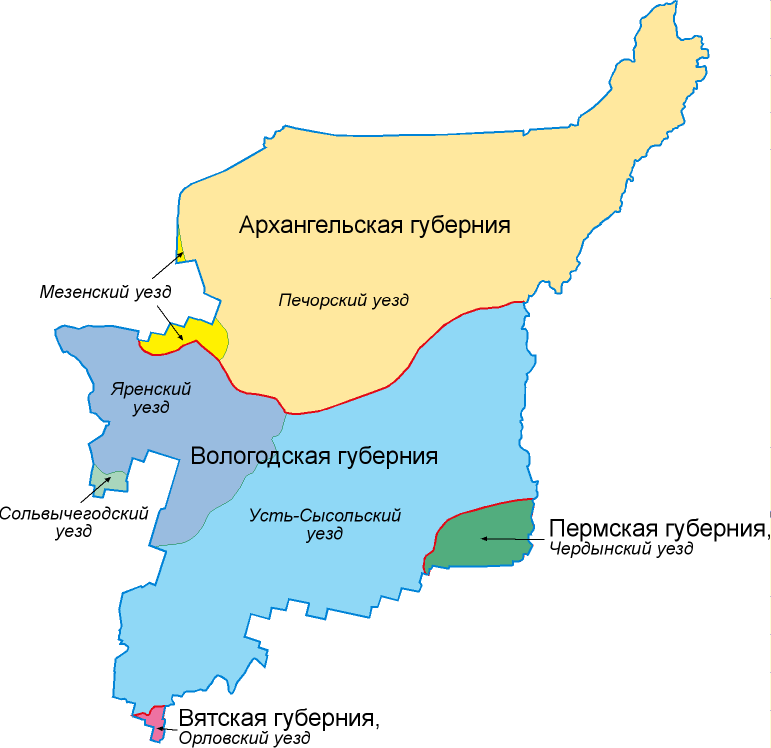
Административные единицы на территории современной Республики Коми в 1914 году

До Октябрьской революции территория нынешней Республики Коми была преимущественно разделена между Усть-Сысольским и Яренским уездами Вологодской губернии и Печорским уездом Архангельской губернии. Небольшие по площади территории входили также в Сольвычегодский уезд Вологодской губернии, Мезенский уезд Архангельской губернии, Орловский уезд Вятской губернии и Чердынский уезд Пермской губернии.
Летом 1918 года Усть-Сысольский, Яренский и Сольвычегодский уезды отошли к новообразованной Северо-Двинской губернии. При этом восточные волости Усть-Сысольского уезда, охватывающие верховья Печоры, были переданы в Чердынский уезд Пермской губернии, а Пысская волость Мезенского уезда была передана в новый Усть-Вашский уезд.

### АО Коми (Зырян)
Декретом ВЦИК от 22 августа 1921 года была образована Автономная область Коми (Зырян) в составе РСФСР. Согласно декрету в её состав вошли: Печорский уезд за исключением Пустозерской и Усть-Циломской волостей и территории Тиманской Тундры; Усть-Сысольский уезд целиком; Чупровская, Вашгортская, Селибская, Косланская, Ертомская, Глотовская, Турьинская, Онежская, Княжпогостская, Шешетская, Сереговогорская, Сереговская, Ибская, Часовская, Прокофьевская, Усть-Вымская, Айкинская, Гамская, Жешартская, Коквитская, Палевицкая волости Яренского уезда; Пысская волость с деревней Латюга Усть-Вашского уезда. Центром АО был назначен город Усть-Сысольск.

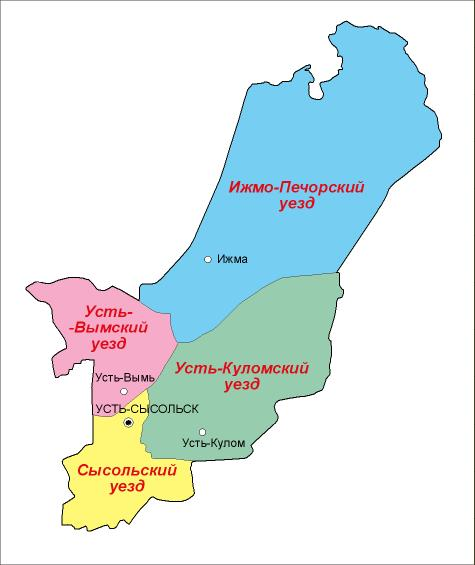
АО Коми (Зырян) в 1928 году

В начале 1922 года из Чердынского уезда Пермской губернии в АО Коми (Зырян) были переданы Савиноборская, Троицко-Печорская и Щугерская волости. 2 мая 1922 года ВЦИК утвердил административное деление АО Коми (Зырян). Оно имело следующий вид:
| Уезд                 | Центр            | Состав      |
| -------------------- | ---------------- | ----------- |
| Печорский уезд       | с. Ижма          | 25 волостей |
| Усть-Вымский уезд    | с. Усть-Вымь     | 21 волость  |
| Усть-Куломский уезд  | с. Усть-Кулом    | 16 волостей |
| Усть-Сысольский уезд | г. Усть-Сысольск | 38 волостей |

Однако уже 27 мая 1922 года было принято решение не включать в состав АО Коми (Зырян) 6 «русских» волостей на нижней Печоре и Канинскую тундру — они были оставлены в составе Архангельской губернии. В связи с этим Печорский уезд был переименован в Ижмо-Печорский.
27 декабря 1926 года Усть-Сысольский уезд был переименован в Сысольский.
В 1929 году на севере Европейской части РСФСР был образован Северный край с центром в Архангельске, в состав которого вошла и АО Коми (Зырян). При этом северо-восточная часть Ижмо-Печорского уезда была передана в новообразованный Ненецкий национальный округ. Одновременно АО Коми (Зырян) получила обратно волости на нижней Печоре, а также Пысский сельсовет Мезенского уезда. Тогда же из Вятской губернии в состав АО Коми (Зырян) была передана небольшая по площади территория по реке Летке.
В том же году уездное деление в АО Коми (Зырян) было заменено районным. Вместо 4 уездов были созданы 9 районов:
- Визингский. Центр — с. Визинга
- Ижмо-Печорский. Центр — с. Ижма
- Прилузский. Центр — с. Объячево
- Сторожевский. Центр — с. Сторожевск
- Удорский. Центр — с. Кослан
- Усть-Вымский. Центр — с. Усть-Вымь
- Усть-Куломский. Центр — с. Усть-Кулом
- Усть-Сысольский. Центр — г. Усть-Сысольск
- Усть-Цилемский. Центр — с. Усть-Цильма

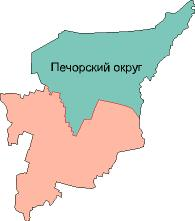
Печорский округ в 1938 году

В 1930 году Ижмо-Печорский район был переименован в Ижемский, а Сысольский — в Сыктывкарский. Город Усть-Сысольск был переименован в Сыктывкар. В 1930-е годы часть тундровой территории на севере АО Коми (Зырян) была передана Ненецкому НО.
Число районов в АО Коми (Зырян) постепенно росло. Так, в 1931 году из Усть-Куломского района был выделен Троицко-Печорский район с центром в с. Троицко-Печорск. В 1932 из Ижемского района был выделен Усть-Усинский район с центром в с. Усть-Уса.
10 февраля 1935 года была утверждена новая сетка районов АО Коми (Зырян). Город Сыктывкар был объявлен городом областного подчинения, при этом Сыктывкарский район был переименован в Сыктывдинский, а его центром стало с. Выльгорт; Визингский район был переименован в Сысольский; из Прилузского района выделен Летский район с центром в с. Летка.
25 февраля 1936 года в северо-восточной части АО Коми (Зырян) был образован Печорский округ, включивший Ижемский, Усть-Усинский и Усть-Цилемский районы. Центром округа стало село Усть-Уса.

### Коми АССР
5 декабря 1936 года АО Коми (Зырян) была преобразована в Коми АССР и выведена из состава Северного края в прямое подчинение РСФСР.
Процесс создания новых районов продолжился. В 1939 году из Усть-Вымского района был выделен Железнодорожный район (центр — Железнодорожный), из Сыктывдинского и Сторожевского — Корткеросский район (центр — с. Корткерос), из Ижемского и Сторожевского — Ухтинский район (центр — с. Ухта).
В 1941 году был упразднён Печорский округ. Его районы были переданы в непосредственное подчинение Коми АССР. Тогда же из Усть-Усинского районы был выделен Кожвинский район с центром в селе Кожва. В 1943 году из Кожвинского района был выделен Воркутинский горсовет.
В итоге к 1 июля 1945 года АТД Коми АССР выглядело так:
| Район                   | Центр              | Состав               |
| ----------------------- | ------------------ | -------------------- |
| г. Сыктывкар            | г. Сыктывкар       | 1 город, 2 с/с       |
| г. Воркута              | г. Воркута         | 1 город              |
| Железнодорожный район   | рп Железнодорожный | 2 рп, 6 с/с          |
| Ижемский район          | с. Ижма            | 12 с/с               |
| Кожвинский район        | с. Кожва           | 4 рп, 7 с/с          |
| Корткеросский район     | с. Корткерос       | 8 с/с                |
| Летский район           | с. Летка           | 9 с/с                |
| Прилузский район        | с. Объячево        | 8 с/с                |
| Сторожевский район      | с. Сторожевск      | 10 с/с               |
| Сыктывдинский район     | с. Выльгорт        | 1 рп, 12 с/с         |
| Сысольский район        | с. Визинга         | 1 рп, 15 с/с         |
| Троицко-Печорский район | с. Троицко-Печорск | 6 с/с                |
| Удорский район          | с. Кослан          | 10 с/с               |
| Усть-Вымский район      | с. Айкино          | 10 с/с               |
| Усть-Куломский район    | с. Усть-Кулом      | 14 с/с               |
| Усть-Усинский район     | с. Усть-Уса        | 5 с/с                |
| Усть-Цилемский район    | с. Усть-Цильма     | 9 с/с                |
| Ухтинский район         | г. Ухта            | 1 город, 3 рп, 4 с/с |

В 1949 году было образовано 2 новых района: из Сысольского района был выделен Койгородский район (центр — с. Койгородок), а из Усть-Куломского — Помоздинский район (центр — с. Помоздино). В том же году к Троицко-Печорскому району были присоединены 2 сельсовета Ныробского района Молотовской области, а Веслянские лесные дачи были переданы из Усть-Куломского района в Коми-Пермяцкий национальный округ.
В 1953 году из части Кожвинского района был образован Интинский район с центром в рп Инта. Город Ухта был преобразован в город республиканского подчинения и выведен из состава Ухтинского района. Всего к 1956 году в Коми АССР было 19 районов и 3 города республиканского подчинения. В 1957 (по другим данным — 1959) году в состав Воркутинского горсовета из Ненецкого национального округа были переданы посёлки Хальмер-Ю и Цементозаводский с прилегающей территорией.
13 декабря 1957 года Ухтинский район был присоединён к Ухтинскому горсовету, однако при этом Ухтинский район сохранялся как территориальная единица. 27 апреля 1959 года Кожвинский район был переименован в Печорский. При этом к нему была присоединена территория упразднённого Усть-Усинского района.
В 1963 году в АТД Коми АССР произошли большие изменения. Интинский и Ухтинский районы были упразднены, а их территории подчинены соответствующим горсоветам. Помоздинский, Сторожевский и Усть-Куломский районы были объединены в Усть-Куломский промышленный район. Койгородский и Сысольский районы объединены в Сысольский промышленный район. Железнодорожный район преобразован в Княжпогостский промышленный район. Троицко-Печорский район преобразован в промышленный район. Прилузский и Летский районы объединены в Прилузский сельский район. Корткеросский и Сыктывдинский районы объединены в Сыктывдинский сельский район. Ижемский и Усть-Цилемский районы объединены в Ижмо-Цилемский сельский район. Остальные районы получили статус сельских районов.
12 января 1965 года сельские и промышленные районы были преобразованы обратно в обычные районы. Тогда же были восстановлены Ижемский, Койгородский, Корткеросский и Усть-Цилемский районы (при этом к Корткеросскому району отошла территория бывшего Сторожевского района). В итоге к 1 июля 1968 года АТД Коми АССР выглядело так:
| Район                       | Центр               | Состав                 |
| --------------------------- | ------------------- | ---------------------- |
| г. Сыктывкар                | г. Сыктывкар        | 1 город, 2 пгт         |
| г. Воркута                  | г. Воркута          | 1 город, 11 пгт, 1 с/с |
| г. Инта                     | г. Инта             | 1 город, 3 пгт, 3 с/с  |
| г. Печора и Печорский район | г. Печора           | 1 город, 4 пгт, 11 с/с |
| г. Ухта                     | г. Ухта             | 2 города, 6 пгт, 9 с/с |
| Ижемский район              | с. Ижма             | 1 пгт, 9 с/с           |
| Княжпогостский район        | пгт Железнодорожный | 3 пгт, 9 с/с           |
| Койгородский район          | с. Койгородок       | 1 пгт, 9 с/с           |
| Корткеросский район         | с. Корткерос        | 17 с/с                 |
| Прилузский район            | с. Объячево         | 14 с/с                 |
| Сыктывдинский район         | с. Выльгорт         | 1 пгт, 13 с/с          |
| Сысольский район            | с. Визинга          | 9 с/с                  |
| Троицко-Печорский район     | с. Троицко-Печорск  | 1 пгт, 8 с/с           |
| Удорский район              | с. Кослан           | 11 с/с                 |
| Усть-Вымский район          | с. Айкино           | 1 город, 1 пгт, 7 с/с  |
| Усть-Куломский район        | с. Усть-Кулом       | 17 с/с                 |
| Усть-Цилемский район        | с. Усть-Цильма      | 10 с/с                 |

В 1975 году были образованы Вуктыльский (из части территории Печорского района и Ухтинского горсовета) и Усинский (из части территории Печорского района) районы. В 1979 году из части территории Ухтинского Горсовета был создан Сосногорский район. В начале 1980-х годов Усинск получил статус города республиканского подчинения и был выведен из состава района (Усинский район сохранялся только как территориальная единица).

### Республика Коми
23 ноября 1990 года Коми АССР была преобразована в ССР Коми, а 26 мая 1992 года — в Республику Коми.
В 1994 году Вуктыльский и Сосногорский районы были преобразованы в горсоветы. Печорский и Усинский районы были упразднены путём присоединения к соответствующим горсоветам. В результате в республике стало 8 городов республиканского подчинения и 12 районов.
В ходе муниципальной реформы в 2005—2006 годах все районы республики, а также города республиканского подчинения Вуктыл, Печора и Сосногорск, с подчинёнными им территориями, были преобразованы в муниципальные районы. Остальные города республиканского подчинения были преобразованы в городские округа.
Законом Республики Коми от 1 декабря 2015 года № 114-РЗ, муниципальный район «Вуктыл» был преобразован в городской округ Вуктыл, а входившие в его состав городское поселение «Вуктыл» и сельские поселения «Дутово», «Лемтыбож», «Подчерье», «Усть-Соплеск» были упразднены.